# خيالة الشرطة

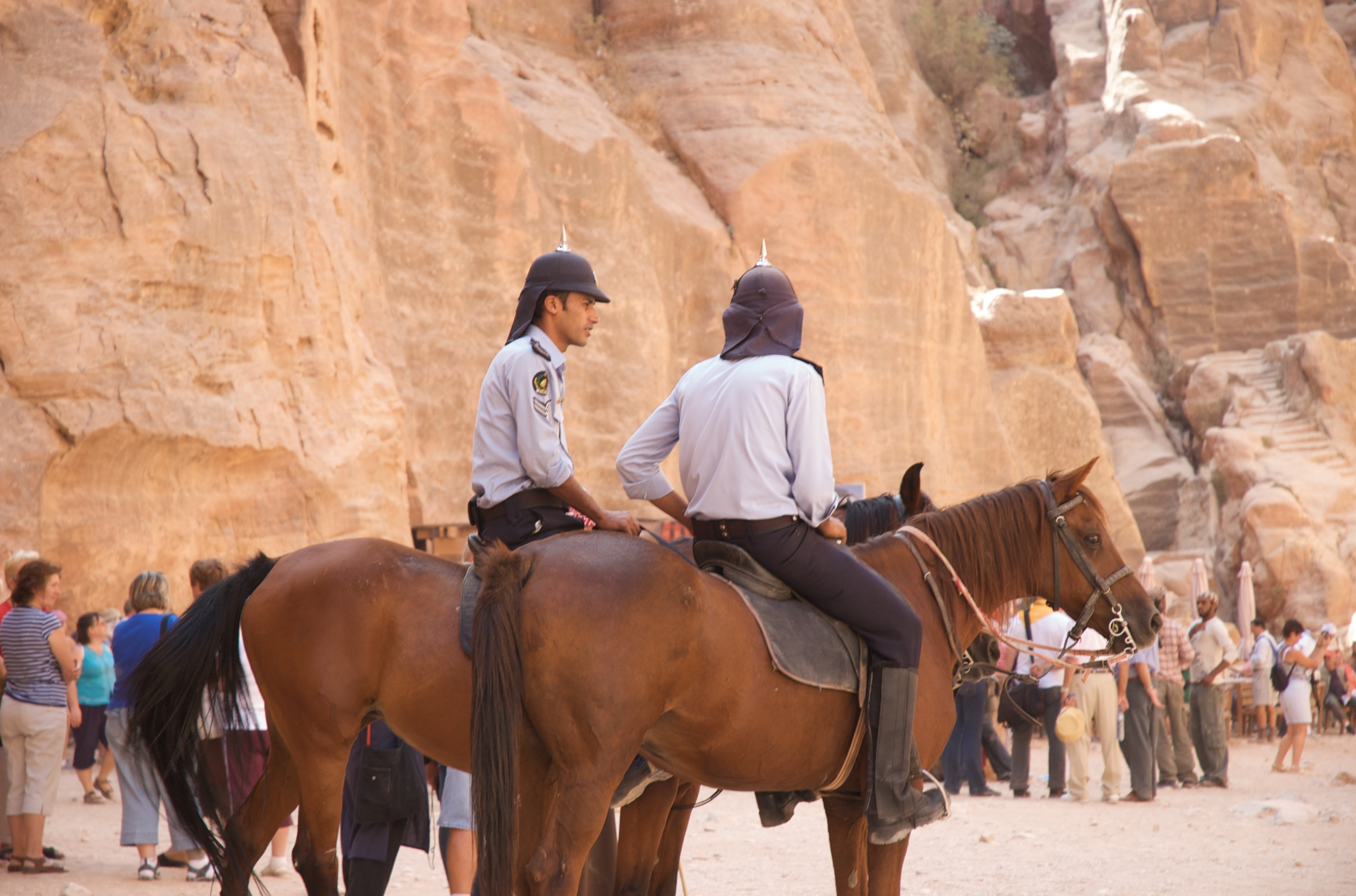
خيالة الشرطة الأردنية في البتراء

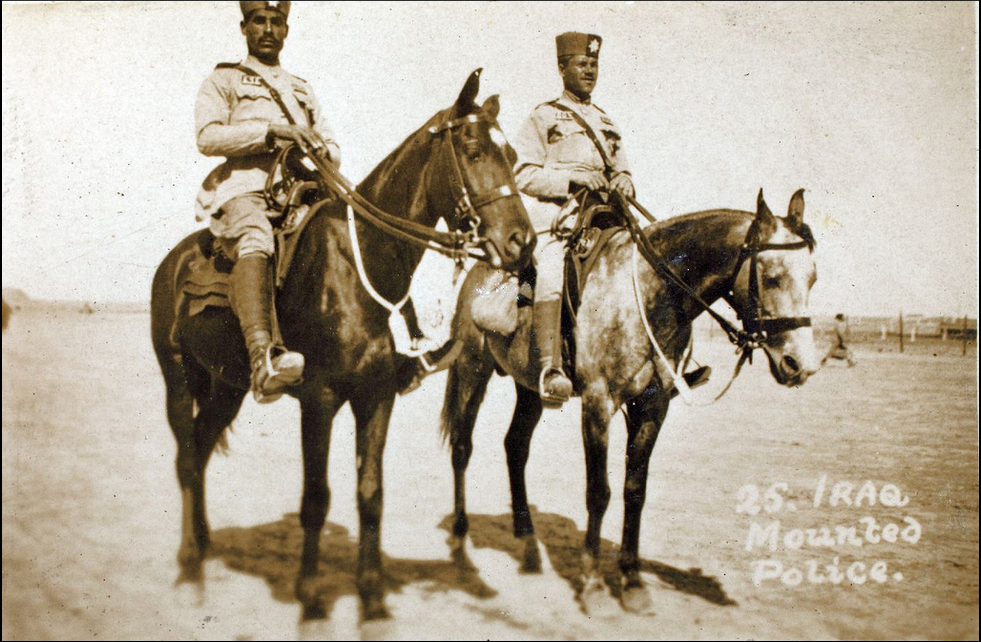
خيالة الشرطة العراقية قديما

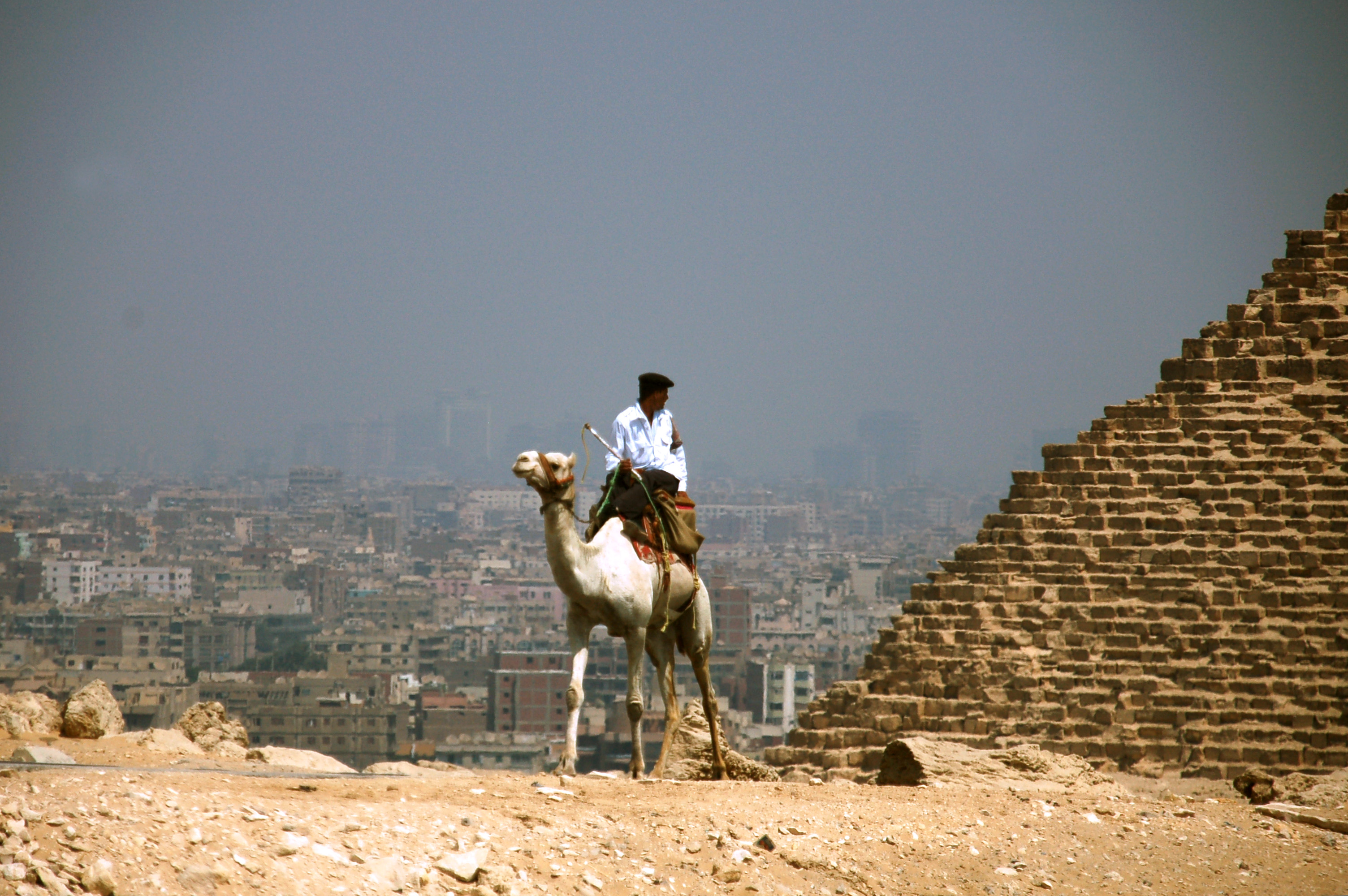
أحد أفراد خيالة الشرطة المصرية على متن جمل عند أهرامات الجيزة

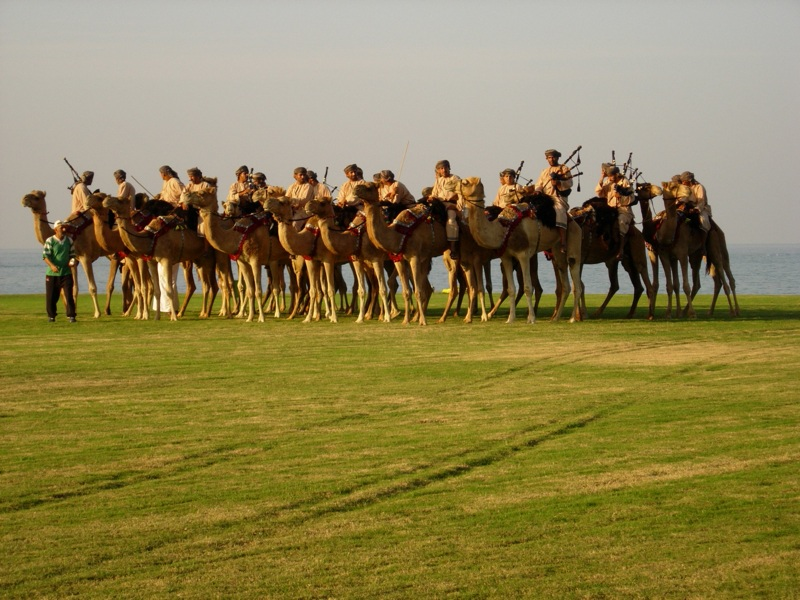
هجانة شرطة عمان السلطانية.

خيالة الشرطة جهاز شرطة يحترف ركوب الخيل أو الجمال لأغراض مختلفة منها تأمين الجماهير ومكافحة الشغب والوصول للمناطق النائية بسرعة.